# Tjekker
De Tjekker waren een volk dat samen met de Peleset (Filistijnen) Egypte aanviel in 1179 v.Chr.. Er wordt wel verondersteld dat zij uit het kustgebied ten noorden van Filistia kwamen (ruwweg de kust tussen Jaffa en Akko). Een eerder reisverslag van Wen-Amun noemt de Tjekker in dit gebied.
Beide komen pas voor in Egyptische optekeningen vanaf de tweede grote aanval op de Zeevolken van Ramses II. Deze staan afgebeeld op de wanden van de tempel in Medinet Haboe.
Deze farao en zijn opvolger Ramses III gebruikten contingenten Zeevolken als huurlingen voor stadsgarnizoenen in Palestina.